# 特尼塞
特尼塞（法語：Thenissey，法語發音：[tənisɛ]）是法国科多尔省的一个市镇，属于蒙巴尔区。

## 地理
特尼塞（47°29'45"N, 4°37'26"E）面积10.25 平方千米，位于法国勃艮第-弗朗什-孔泰大區科多尔省，该省份为法国中东部省份，北起奥布省，西接涅夫勒省和约讷省，南至索恩-卢瓦尔省，东南接汝拉省，东临上索恩省，东北部与上马恩省接壤。
与特尼塞接壤的市镇（或旧市镇、城区）包括：日塞苏弗拉维尼、欧特罗什、布苏萨尔迈斯、弗罗卢瓦。

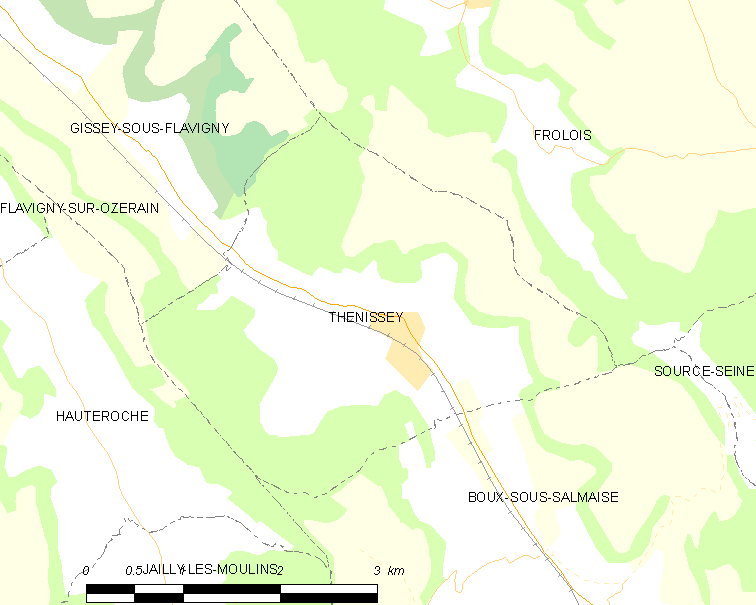
特尼塞的OSM定位图

特尼塞的时区为UTC+01:00、UTC+02:00（夏令时）。

## 行政
特尼塞的邮政编码为21150，INSEE市镇编码为21627。

## 政治
特尼塞所属的省级选区为蒙巴尔县。

## 人口

1962-2008年间特尼塞人口变化图示

特尼塞于2022年1月1日时的人口数量为91人。